# Stolephorus waitei
Stolephorus waitei är en fiskart som beskrevs av Jordan och Alvin Seale 1926. Stolephorus waitei ingår i släktet Stolephorus och familjen Engraulidae. Inga underarter finns listade i Catalogue of Life.